# Drino maroccana
Drino maroccana är en tvåvingeart som beskrevs av Louis-Paul Mesnil 1951. Drino maroccana ingår i släktet Drino och familjen parasitflugor. Inga underarter finns listade i Catalogue of Life.